# Plage des Salines
Ne doit pas être confondu avec Plage de la pointe de la Saline.
La plage des Salines, située sur la grande anse des Salines , est une plage de la commune de Sainte-Anne, en Martinique qui s'étend de la pointe Pie à la pointe des Salines.
La plage des Salines est très appréciée des habitants locaux et des touristes. D'après un comptage routier, ce site recevrait près de deux millions de visiteurs par an.

## Localisation
La plage est située à 5 kilomètres au sud du bourg de Sainte-Anne, la plage s’étire sur plus d’un kilomètre. La partie boisée du site fait partie de la Forêt domaniale du littoral, issue des cinquante pas géométriques. La largeur de cette zone boisée est de 83 mètres. De fait, cette partie est gérée par l’Office national des forêts (ONF).
La plage se divise en trois parties : la grande anse des Salines, la partie la plus grande et la plus connue, la petite anse des Salines à l'ouest et enfin la grande terre des Salines à l'est. 

## Suites de l'ouraganDean
Les arbres et les cocotiers du site ont été fortement touchés par le cyclone tropical. Les travaux de remise en sécurité du site ont pris fin dans le courant du mois d'octobre 2007. La sécurisation du site a été assurée par l’Office national des forêts (ONF) avec le soutien financier du Conseil régional de la Martinique. L’ouverture à la circulation des véhicules à moteur n’a pas été possible. Depuis plus d’un an le Conservatoire du littoral tente d’acheter les terrains en amont pour permettre la construction d'un parking.

## Protection
Ce site est inscrit au titre de la loi du 2 mai 1930. Par ailleurs, citons le projet de classement au titre de la loi du 2 mai 1930, puis son inscription au titre de l'opération Grand site national.

## Quelques vues du site

### Grande anse des Salines

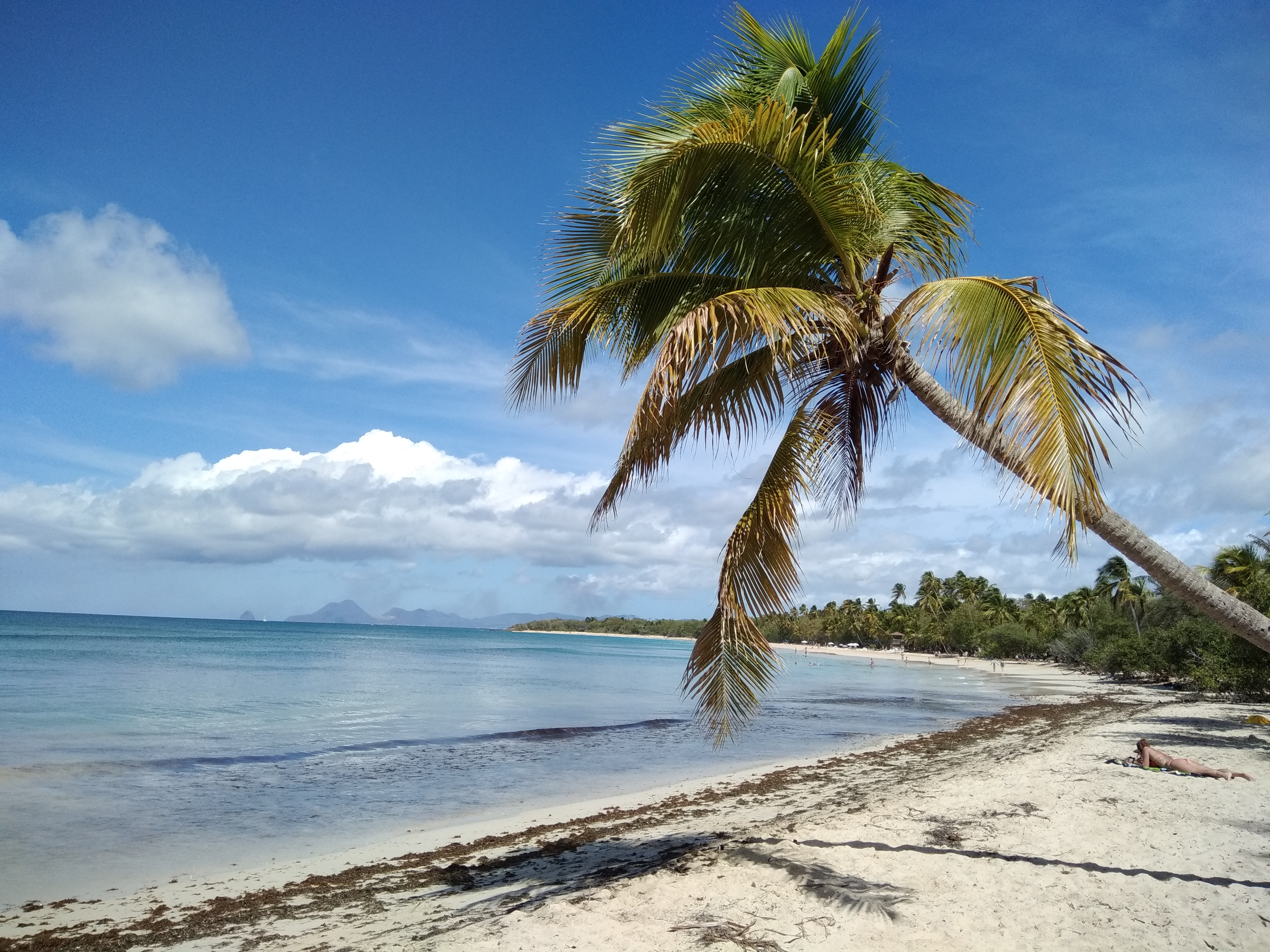
La grande anse des Salines.
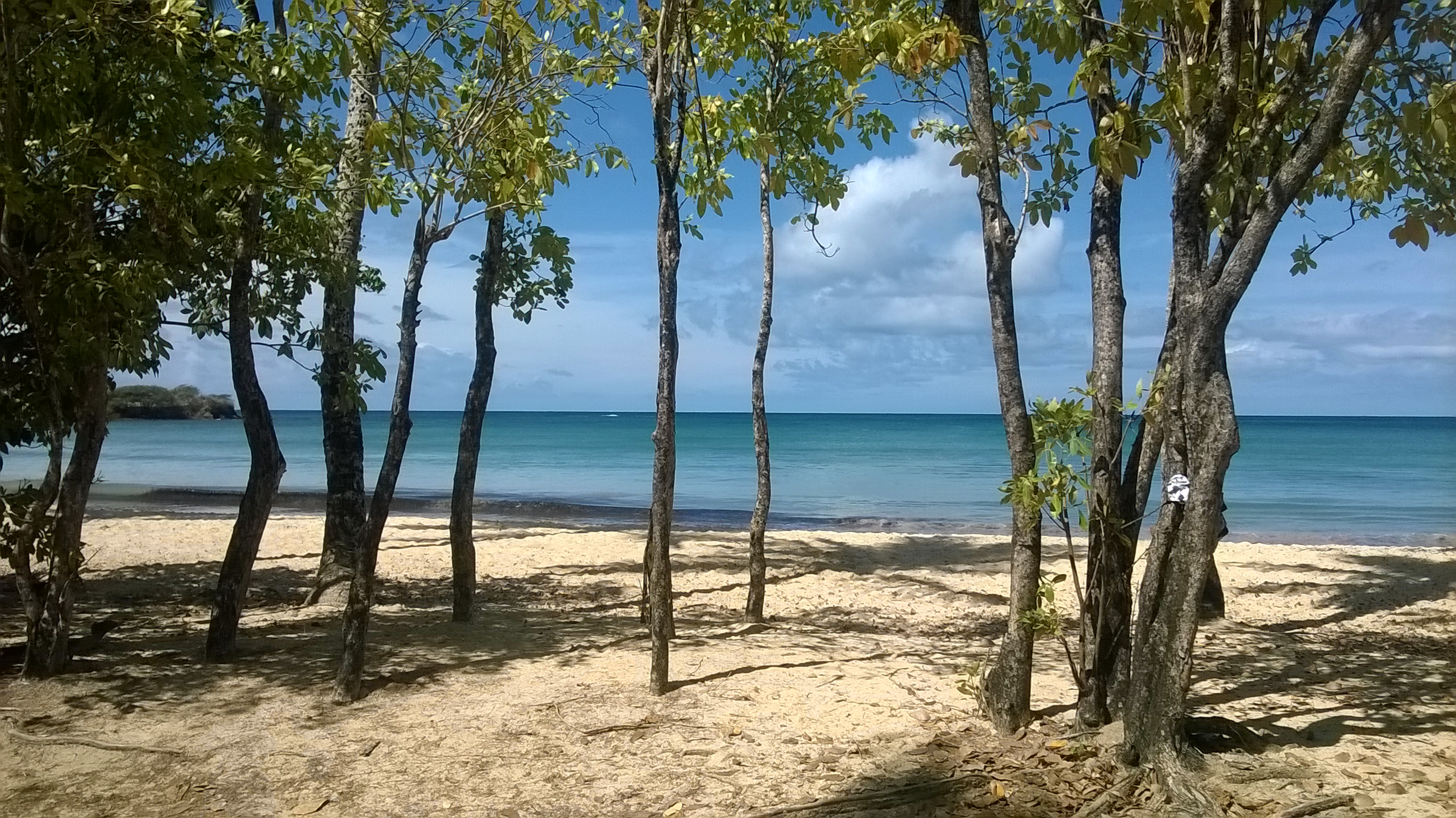
Cordon de forêt côtière.
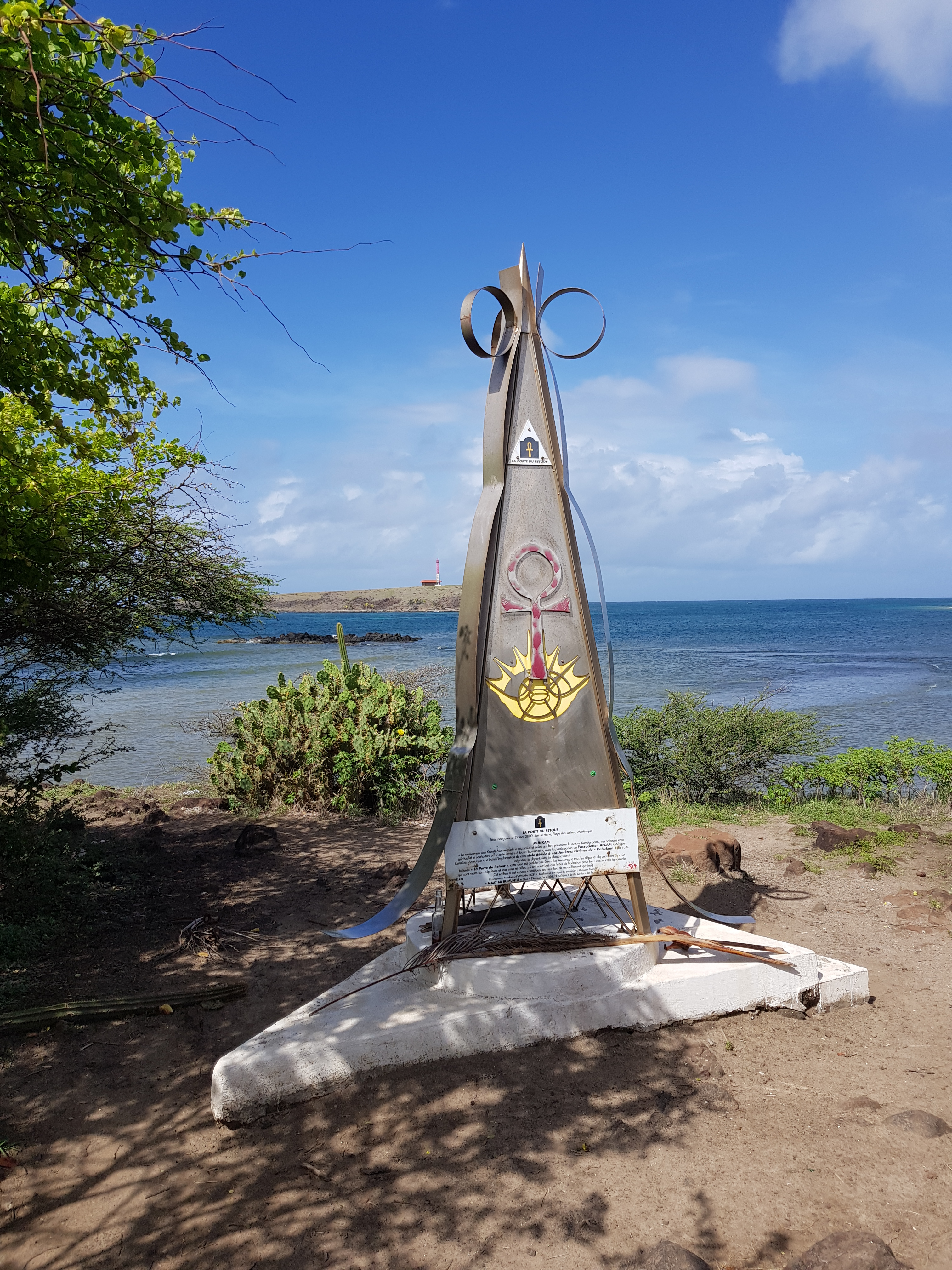
Monument La Porte du retour à la plage des Salines, stèle inaugurée le 22 mai 2000

### Grande terre des Salines
La grande terre des Salines se trouve à l'est de la grande anse, au-delà de la pointe des Salines.

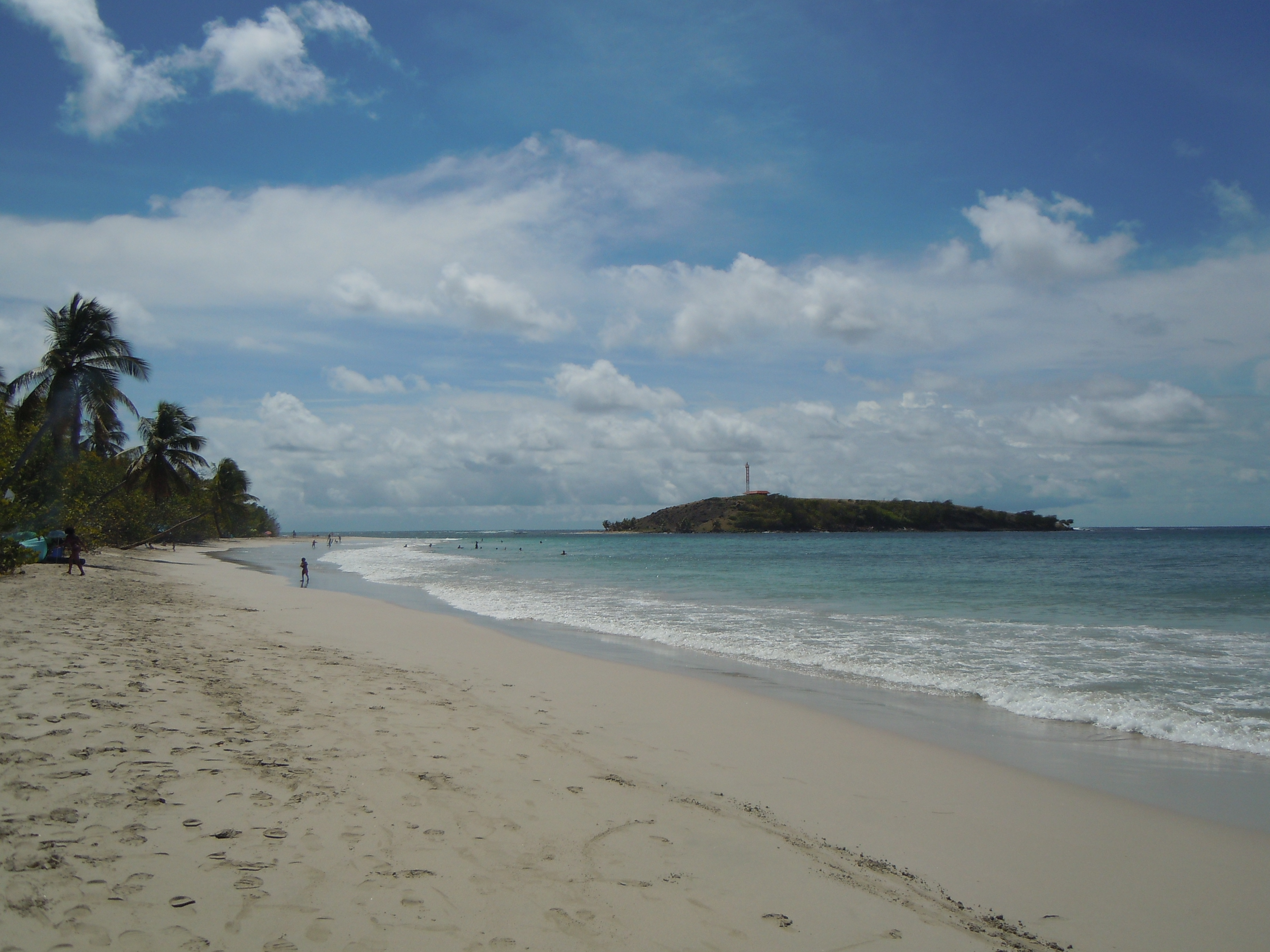
L'îlet Cabrits est situé à l'extrémité est de la grande terre des Salines.
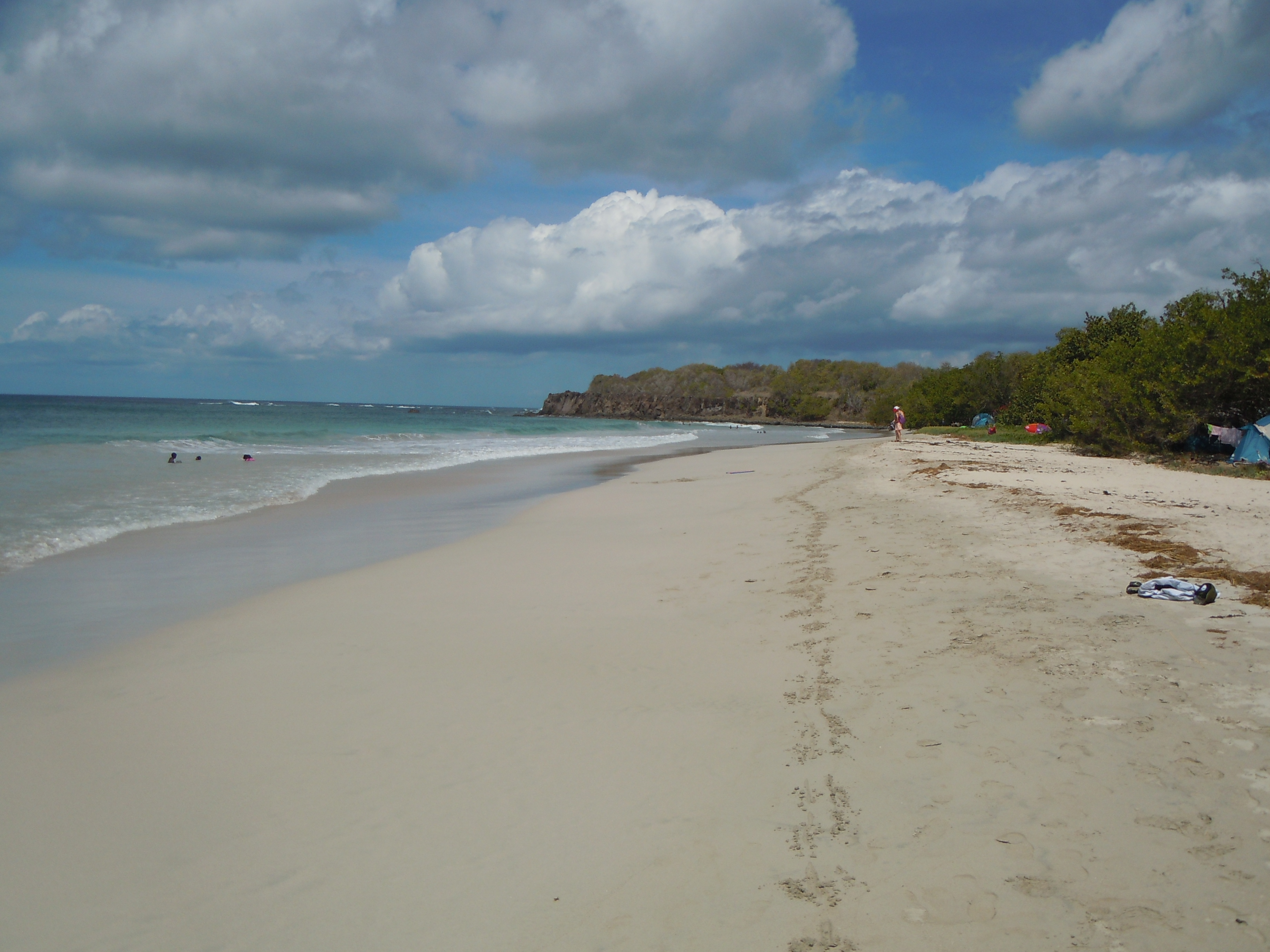
Vue de la plage de la grande terre des Salines en direction de la pointe des Salines.

## Sites connexes
- Savane des pétrifications
- Étang des Salines